# Storerikvollen

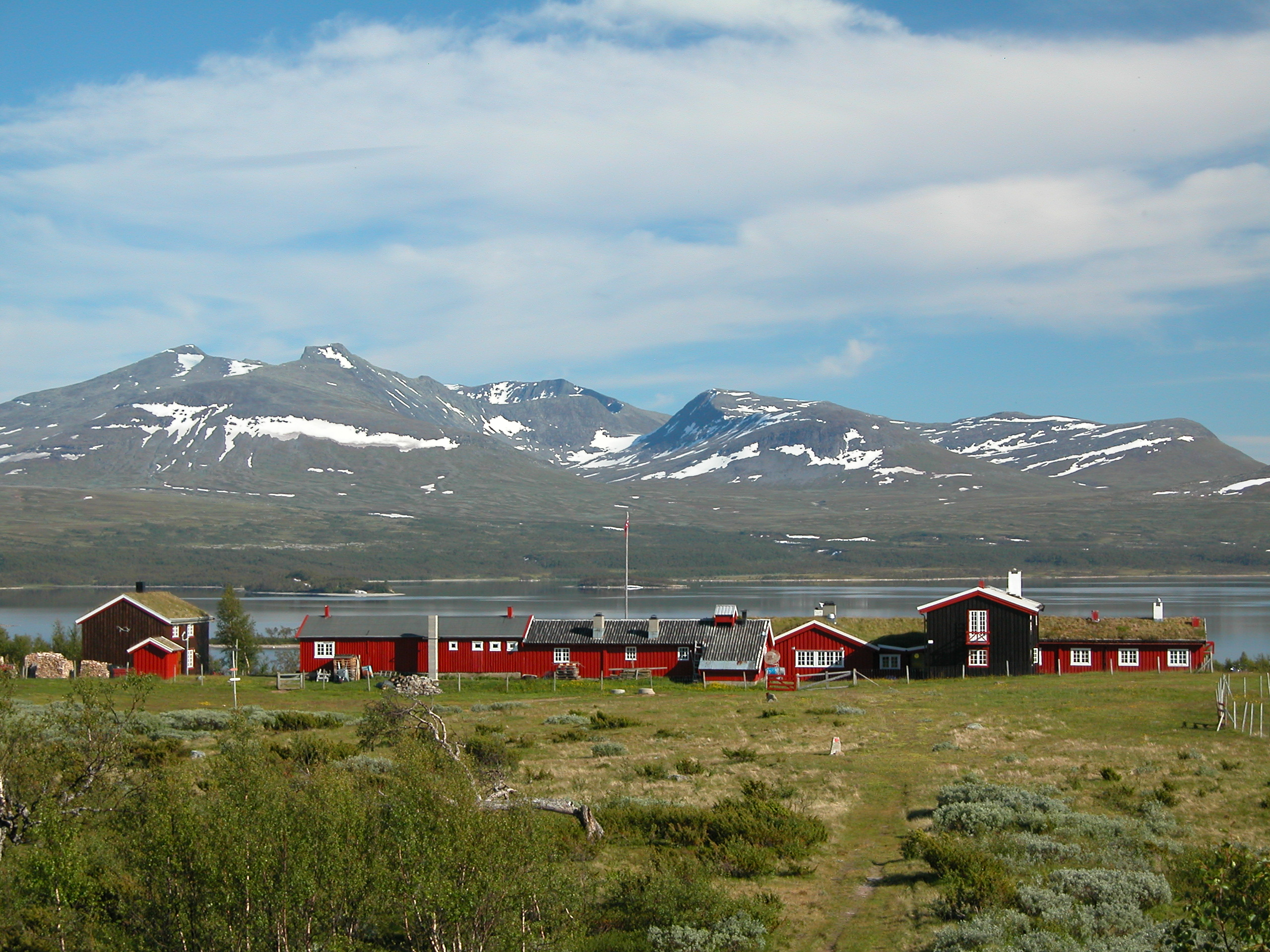
Storerikvollen med Sylarna bakom

Storerikvollen är en fjällstation nordväst om Sylarna i Tydals kommun, Trøndelag fylke och drivs av Trondheims turistförening. Fjällstationen ligger ca 6 km från gränsen till Sverige. Den första fjällstugan öppnades på platsen redan 1897 då man byggde ut en gammal fäbod. Sedan har man byggt ut flera gånger och nu finns det 65 bäddar.

## Vandringsleder
Från Storerikvollen finns markerade vandringsleder åt flera håll, bland annat till Blåhammarens fjällstation, Sylarnas fjällstation, Nedalshytta, Ramsjöhytta och Björneggen.